# Ellen Hutchins
Ellen Hutchins (17 mars 1785-9 février 1815) est une des premières botanistes irlandaises. 
Elle est spécialisée dans les algues, les lichens, les mousses et les hépatiques. Elle est connue pour avoir trouvé de nombreuses plantes nouvelles pour la science, identifié des centaines d'espèces, et pour ses illustrations botaniques dans des publications contemporaines. De nombreuses plantes ont été nommées d'après elle par les botanistes de l'époque. 

## Biographie
Ellen Hutchins est originaire de Ballylickey, où sa famille possède un petit domaine à la pointe de Bantry Bay dans le comté de Cork en Irlande. Elle naît le 17 mars 1785 à Ballylickey House et est la deuxième plus jeune enfant survivante de ses parents. Son père, Thomas, est magistrat et meurt quand Ellen a deux ans, laissant sa veuve Elinor et six enfants survivants (sur 21). Elle est envoyée à l'école près de Dublin ; là-bas sa santé se détériorée, en grande partie parce qu'elle est sous-alimentée (un appétit sain n'est pas considéré comme convenant pour une femme). Le Dr Whitley Stokes, un ami de la famille, l'a prend sous sa garde et celle de sa femme dans sa maison de Harcourt Street à Dublin. Elle retrouve son appétit et sa santé, et suit également les conseils de Stokes et adopte l'histoire naturelle comme passe-temps. À la suite de l'amélioration de sa santé, elle retourne dans sa maison familiale pour s'occuper de sa mère et de son frère handicapé Thomas. 
Cependant, sa propre santé décline à nouveau et fin 1812, elle est gravement malade. Elle et sa mère déménagent à Bandon en 1813 pour recevoir des soins médicaux. Sa mère y meurt en 1814, elle retourne à Ardnagashel House, près de Ballylickey, pour être prise en charge par son frère Arthur et sa femme Matilda. Elle meurt le 9 février 1815 et est enterrée dans l'ancien cimetière de Bantry. Sa tombe n'est pas marquée, mais une plaque a été érigée en 2002 par la famille Hutchins dans leur cimetière privé. Un mémorial public est placé dans l'ancien cimetière de Bantry (Garryvurcha) en 2015 pour le bicentenaire de sa mort par le Comité national des plaques commémoratives en science et technologie,. 

## Collection botanique et illustration
Elle se concentre sur la botanique (la propre spécialité de Stokes) et passe beaucoup de temps à l'extérieur suivi des occupations intérieures consistant à identifier, enregistrer et dessiner les plantes qu'elle collectionne. Elle étudie les plantes et se spécialise dans les cryptogames comme les mousses, les hépatiques, les lichens et les algues,. Presque toute sa collection est entreprise dans la région de Bantry et le comté de Cork. La flore lusitanienne de West Cork est relativement inconnue à cette époque. Elle apprend rapidement et clairement qu'elle a un don pour l'identification des plantes, produit des dessins à l'aquarelle très détaillés et des spécimens méticuleusement préparés. Elle envoie des échantillons à Stokes qu'il transmets à d'autres botanistes. Grâce à Stokes, elle fait la connaissance de James Townsend Mackay, conservateur au jardin botanique du Trinity College. Il l'aide à classer les plantes qu'elle récolte et elle contribue à sa Flora Hibernica. En 1807, Mackay envoie ses spécimens à Dawson Turner, un botaniste à Great Yarmouth sur la côte est-anglienne de l'Angleterre, pour sa publication Fuci. La note de remerciement de Turner est le début d'une correspondance de sept ans et d'un échange de spécimens et de dessins. Une sélection de ces lettres est publiée par le National Botanic Gardens Glasnevin, Dublin en 1999. Cette publication réimprime également la liste de près de 1 100 plantes qu'elle a préparée entre 1809 et 1812 à la demande de Dawson Turner pour « un catalogue complet des plantes de toutes sortes que vous avez trouvées dans votre quartier ». 
Lors de ses recherches de spécimens, elle recense plus de 400 espèces de plantes vasculaires, environ 200 espèces d'algues, 200 bryophytes et 200 lichens. Parmi ces deux derniers groupes, elle découvre plusieurs nouvelles espèces, notamment Jubula hutchinsiae, Herberta hutchinsiae, Leiocolea bantriensis (Bantry Notchwort), le lichen Thelotrema isidiodes et trois autres espèces de lichen qui portent son nom. Les différences entre ses listes d'espèces et les relevés ultérieurs de West Cork sont également intéressantes car elles aident à dater le déclin de certaines espèces causé par des changements dans les pratiques agricoles ainsi que l'arrivée d'espèces envahissantes en provenance d'autres régions du monde. 
Sa capacité à trouver de nouvelles plantes et la qualité de ses dessins et spécimens attire l'admiration des plus grands botanistes de l'époque, et son travail est présenté dans de nombreuses publications. Bien qu'elle n'ait jamais publié sous son propre nom, elle est une contributrice majeure aux nouvelles sciences végétales et en développement de son époque. Au début, elle refuse que son nom soit associé à ses découvertes mais elle cède rapidement. Les derniers volumes de English Botany (1790-1814) de James Sowerby et James Edward Smith comprennent des descriptions de ses découvertes. Ce dernier écrit d'elle qu'« elle pouvait trouver presque tout ». Dawson Turner, dans son Fuci (4 vol., 1808-19)  en 1819, après sa mort, déclare « que la botanique a perdu une enthousiaste aussi infatigable qu'elle était aiguë et aussi brillante qu'elle était infatigable. » Dans la monographie d'hépatique de William Hooker, British Jungermanniae (1816), son nom est plus ou moins lié à presque toutes les espèces rares qui y étaient mentionnées. Ses rares découvertes comprennent des lichens et elle contribue au travail de Lewis Weston Dillwyn, British Confervae (1802–09). 
Elle est une jardinière passionnée, et elle s'occupe des plantes, y compris celles qui lui avaient été envoyées par Mackay, dans un champ à Ballylickey, connu sous le nom de Miss Ellen's Garden. Elle est à son plus heureuse dans le jardin, ou dans son petit bateau, ramassant des algues, qu'elle a ensuite rapportées à la maison pour les classer et les peindre. 

## Éponymie
De nombreux taxons d’algues, champignons ou plantes ont été nommées d'après Ellen Hutchins. 
- Un genre de plante vasculaire : 
  - Hutchinsia (maintenant Hornungia) chez les Brassicaceae[10]. Le nom commun « Hutchinsia » persiste au Royaume-Uni pour Hornungia petraea C.Agardh, appelée en français : Hutchinsie des rochers, ou Hutchinsie des pierres.
- Trois espèces de lichens : 
  - Lecania hutchinsiae[4] ;
  - Pertusaria hutchinsiae[9] ;
  - Enterographa hutchinsiae.
- Plusieurs espèces d’algues marines : 
  - Cladophora hutchinsiae (Dillwyn) Kützing (≡ Conferva hutchinsiae Dillwyn)[15] ;
  - Dasya hutchinsiae Harvey[16].
- Deux espèces de Bryophytes qu'elle a découvertes : 
  - Jubula hutchinsiae[9] ;
  - Ulota hutchinsiae[17].

## Héritage
Ses spécimens, œuvres d'art et documents font partie des collections de musées les plus importantes du Royaume-Uni, d'Irlande et des États-Unis. Elle lègue sa collection de spécimens de plantes à Dawson Turner et beaucoup se trouvent maintenant au Natural History Museum de Londres. Ses dessins sont donnés par sa belle-sœur, Matilda, à Dawson Turner, et plus de deux cents de ses dessins d'algues sont maintenant dans les archives des jardins botaniques royaux de Kew, avec certains en réserve au Sheffield City Museum. Des spécimens et des dessins qui avaient été envoyés à des botanistes renommés, et présentés dans leurs publications, sont entrés dans leurs collections. Il s'agit notamment des collections du Trinity College de Dublin, de la Linnean Society de Londres (collection Smith) et du jardin botanique de New York (herbier William et Lynda Steere),. Ses lettres à Dawson Turner se trouvent au Trinity College, Cambridge et les lettres que Dawson Turner lui a adressées se trouvent dans la bibliothèque et les archives des jardins botaniques royaux de Kew. Kew conserve également des lettres de Mackay à Hutchins, et le Trinity College de Dublin lui a adressé ses lettres. 
Un festival Ellen Hutchins a eu lieu dans et autour de Bantry en 2015 et est devenu depuis un événement annuel. 
Une exposition de sa vie et de son travail a eu lieu à la School of Natural Sciences, Trinity College Dublin en février-avril 2017. 
Une exposition de ses lettres, dessins et publications botaniques a eu lieu aux jardins botaniques royaux de Kew de septembre à novembre 2019. 